# Khí máu động mạch
Khí máu động mạch (ABG) là một xét nghiệm máu được thực hiện sử dụng máu từ một động mạch bằng cách đâm vào động mạch đó bằng kim tiêm và lấy ra một lượng máu nhỏ. Người ta thường chích lấy máu động mạch quay ở vùng cổ tay, nhưng đôi khi phải lấy máu động mạch đùi ở vùng háng hay các động mạch khác. Máu còn có thể được lấy từ một ống thông động mạch. Đo oxy mạch kèm đo carbon dioxide trong da là một phương pháp thay thế để có được các thông tin tương tự khí máu động mạch. Khí máu động mạch là một xét nghiệm đo áp suất oxy động mạch (PaO2), áp suất carbon dioxide (PaCO2), và độ toan kiềm (pH). Thêm vào đó, độ bão hòa oxyhemoglobin động mạch (SaO2) được xác định. Các thông tin này là quan trọng trong quá trình chăm sóc những bệnh nhân đang ốm nặng hay bệnh hô hấp. Do đó, khí máu động mạch là một trong những xét nghiệm được thực hiện phổ biến nhất trên các bệnh nhân ở phòng hồi sức cấp cứu (ICU).

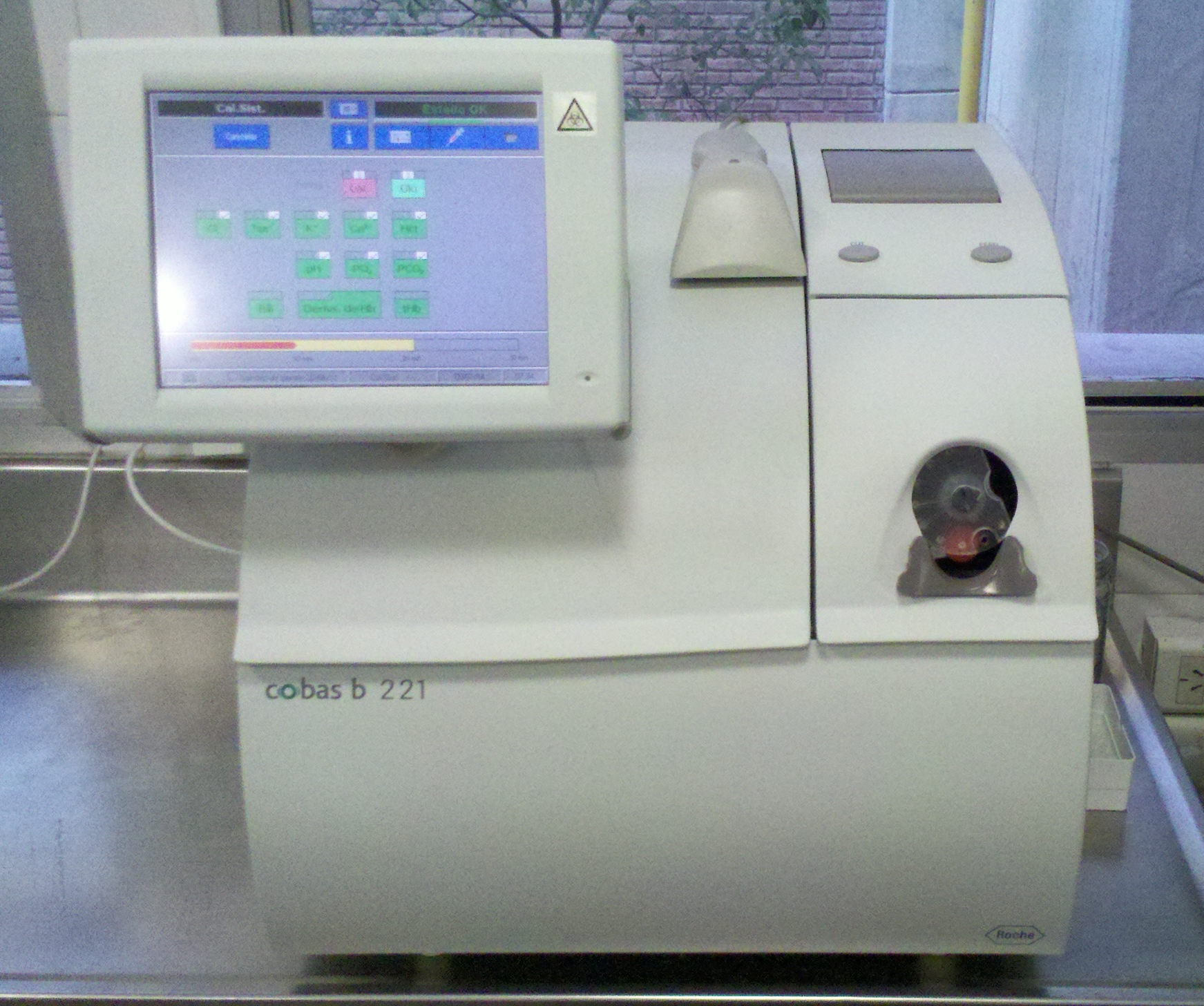
Máy phân tích khí máu động mạch. Thiết bị này sẽ phân tích các thông số pH, pCO_{2}, pO_{2}, SatO_{2}, Na^{+}, K^{+}, Cl^{-}, Ca^{2+}, Hemoglobin (O_{2}Hb, MetHb, COHb, HHb, CNHb, SHb), Hematocrit, bilirubin toàn phần, Glucose, Lactat và Urea. (Cobas b 221 - Roche Diagnostics).

Xét nghiệm được thực hiện để xác định pH của máu, áp suất riêng phần của carbon dioxide và oxy, và nồng độ bicarbonát. Nhiều máy phân tích khí máu cũng báo cáo cả nồng độ lactat, hemoglobin, nhiều chất điện giải, oxyhemoglobin, carboxyhemoglobin và methemoglobin.